# Roland Ratzenberger
Roland Ratzenberger, född 4 juli 1960 i Salzburg, död 30 april 1994 i Imola, var en österrikisk racerförare.

## Racingkarriär
Ratzenberger omkom under San Marinos Grand Prix 1994. Han skulle göra sin tredje tävling i Formel 1 för nykomlingsstallet Simtek i en Simtek S941. 
Ratzenberger kraschade i 314,9 km/h under lördagens kval. Hans bil krockade med sidomuren på banan, innan den åkte tillbaka ut på banan, slog runt och fortsatte in i nästa kurva innan den stannade. Olyckan skedde i Villeneuvekurvan, som sedan byggdes om. Dagen före hade Rubens Barrichello kraschat och blivit skadad. På söndagen omkom sedan Ayrton Senna vid en krasch.

## F1-karriär
| Säsong | Stall/Tillverkare | Poäng | Placering |
| ------ | ----------------- | ----- | --------- |
| 1994   | Simtek-Ford       |       | †         |